# Keiichirō Nagashima
Keiichirō Nagashima (長島 圭一郎, Nagashima Kei'ichirō), né le 20 avril 1982  à Ikeda, est un patineur de vitesse japonais.

## Palmarès
- Jeux olympiques
  -  Médaille d'argent sur 500 m en 2010, aux Jeux olympiques d'hiver de 2010 à Vancouver

- Championnats du monde de sprint
  -  Médaille d'argent en 2009 à Moscou
  -  Médaille de bronze en 2010 à Obihiro

- Coupe du monde de patinage de vitesse
  -  Deuxième sur 500 m en 2007 et 2009.